# Exiit qui seminat

Wappen Papst Nikolaus’ III.

Mit der Päpstlichen Bulle Exiit qui seminat vom 14. August 1279 schaltete sich Papst Nikolaus III. in die Diskussion über das Armutsideal bei den  Mönchsorden – hier speziell bei den Franziskanern – ein. Der Armutsstreit sollte noch fast 50 Jahre anhalten und die Päpste Clemens V. und Johannes XXII. zum Schreiben weiterer Bullen veranlassen.

## Armutsgelübde
Für die Franziskaner galt bei der Interpretation des  Armutsgelübdes, dass nicht nur der Einzelne, sondern die gesamte Ordensgemeinschaft keine  Besitzrechte haben sollten. Es hatte sich ein System gebildet, in dem die Franziskaner Dinge und Gebäude nutzten, die einem Gönner gehörten. Der Ordensgeneral  Bonaventura leitete die Besitzregelung für die Franziskaner in der Weise, dass der  Franziskanerorden den Besitz von Mittelsmännern nutzten, zu denen sowohl Privatpersonen als auch die Kurie gehörten. Mit dieser Bulle übernahm Papst Nikolaus III. die Definition des Bonaventura und verbot ausdrücklich jede Glossierung oder Erläuterung seiner Entscheidung.

## Über die Armutsregeln
Mit dieser ausführlichen Bulle zur Frage des Armutsideals erklärte der Papst, dass das Leben der Ordensbrüder auf dem Evangelium beruhe und vom Lehrberuf und dem Leben Christi und seiner Apostel gestärkt werde. Der Papst und die  Kirche hätten den Lebensstil der Mönche genehmigt und ihnen obliege daher auch die Aufsicht und deren Schutz. Er betonte, dass nach den aufgestellten Regeln, die vom Ordensgründer verfasst worden seien, gelebt und gehandelt werden müsse. Die verpflichtende Armut, schreibt der Papst, sei von Gott und den Aposteln vorgelebt worden und in der Kirche von Christus gelebt.

### Vom Gebrauchsrecht
Die Armutsregel verpflichte zur Abdankung vom „usus iuris“ und erlaube die Beibehaltung des „usus facti“. Dieses sei eine mögliche und gesetzlich anwendbare Form der Armut in Übereinstimmung mit dem Evangelium. Diese Regeln, so schreibt Clemens V. weiter, erlaube aber nicht den Besitz von Geld, sondern verstehe sich als eine Art der Unterstützung, wobei die Ordensbrüder Zuflucht bei ihren Wohltätern, die im Besitz des Geldes seien, haben könnten. In einem weiteren Abschnitt beschreibt der Papst die Interpretationsmöglichkeiten über das Testament der Franziskaner und wie mit den beweglichen Gütern zu verfahren sei.

### Über die persönliche Armut
Abschließend ging der Papst auf das persönliche Armutsverhalten der  Mönche ein. Hierzu würden die Armut in der Kleidung, die Einhaltung der Ordensbestimmungen, die Wahl des  Ordensgenerals, die Vermeidung von verdächtiger Vertrautheit mit Frauen und die Einhaltung der Testamentsbestimmungen des Heiligen  Franziskus gehören.

## Abschlussbestimmungen
Im Abschlusskapitel ordnete Papst Clemens V. an, dass diese Bulle von allen Ordensbrüdern zu befolgen sei und diese Anordnung für alle Ewigkeit  Rechtsgültigkeit besitzen solle. Er verbot jedes Opponieren und drohte bei Verletzung dieser Anordnung mit Exkommunikation.

## Weitere päpstliche Schreiben zum Armutsstreit
- 28. September 1230, Papst Gregor IX., Quo elongati
- 6. Mai 1312, Papst Clemens V., Apostolische Konstitution Exivi de paradiso
- 7. Oktober 1317, Papst Johannes XXII., Quorundam exigit
- 26. März 1322, Papst Johannes XXII., Quia nonnunquam
- 8. Dezember 1322, Papst Johannes XXII., Ad conditorem canonum
- 12. November 1323, Papst Johannes XXII., Cum inter nonnullos
- 10. November 1324, Papst Johannes XXII., Quia quorundam
- 1329, Papst Johannes XXII., Quia vir reprobus